# Threeding
Threeding là một thị trường và cộng đồng in 3D trực tuyến để giao dịch và trao đổi miễn phí các tệp dùng cho in 3D. Trang web cung cấp cho người bán cửa hàng cá nhân nơi họ liệt kê các mẫu có thể in 3D và cung cấp cho mọi người trên toàn thế giới. Threeding là một trong nhiều kho lưu trữ tệp 3D đã nổi lên cùng với ngành công nghiệp in 3D đang phát triển nhanh chóng.

## Lịch sử
Threeding được bắt đầu vào năm 2013 bởi một nhóm sinh viên từ Học viện Nghệ thuật Quốc gia Bulgaria. Trang web nhanh chóng trở nên rất phổ biến trong số các nhà thiết kế CAD, người có sở thích và chuyên viên kỹ thuật. Phần lớn các đối tượng 3D có sẵn tại Threeding là các bản sao kỹ thuật số của các hiện vật lịch sử, đó là một dòng mới trong thế giới của các kho lưu trữ in 3D. Một số viện bảo tàng lịch sử và khảo cổ Đông Âu cũng đã mở các cửa hàng và bán các mô hình có thể in 3D của các cuộc triển lãm của họ thông qua Threeding.

## Khái niệm
Threeding hoạt động theo cách tương tự như eBay ban đầu. Để bán các mô hình in 3D trên Threeding, người dùng đăng ký để tạo một cửa hàng. Tạo một cửa hàng và tải lên một sản phẩm trên Threeding là miễn phí, nhưng trang web tính phí hoa hồng cho mỗi lần bán hàng. Trang web không tính bất kỳ thứ gì để chia sẻ miễn phí các mô hình 3D. Trang web đã tích hợp PayPal và các thẻ tín dụng chính.

## Di sản văn hóa in 3D
Một số viện bảo tàng lịch sử và khảo cổ Đông Âu đã ký kết các thỏa thuận hợp tác với Threeding và mở các cửa hàng ảo. Thám hiểm 3D quét triển lãm của bảo tàng và các bảo tàng bán quét 3D kỹ thuật số thông qua các cửa hàng ảo của họ. Các mô hình in 3D có sẵn là hiện vật lịch sử từ thời tiền sử, thời cổ đại, lịch sử thời trung cổ và hiện đại.